# 松平宗秀
松平 宗秀（まつだいら むねひで）は、江戸時代後期の譜代大名・老中。丹後国宮津藩6代藩主。本庄松平家9代。官位は従四位下侍従、図書頭、丹波守、伯耆守。

## 生涯
4代藩主・松平宗允の三男として生まれる。父の死去時は幼少だったため、叔父の宗発を挟んで、天保11年（1840年）に家督を相続した。大老・井伊直弼の下で寺社奉行として安政の大獄を行政化し、北町奉行・石谷穆清、勘定奉行・池田頼方、大目付・久貝正典、目付・神保長興らと共に志士の処罰を行った。その後、大坂城代を経て京都所司代に任命されたが、朝廷内から大原重徳を中心に安政の大獄の当事者の起用に反対が起こり、幕府内でも会津藩主・松平容保が反対したため、任命はされたが赴任できず（代役に酒井忠績）、2か月後に更迭された。その代償として溜詰格となり、譜代大名最高の格式を得たが、安政の大獄に対する追罰人事を受け、その格式は約1年3か月で剥奪された。
その後、老中となり、阿部正外と共に幕府軍3千を率いて上洛した。徳川慶喜を江戸へ連行し、京都を一会桑政権ではなく幕府の統制下に置こうとしたが、失敗した。在任中の慶応2年（1866年）の第二次長州征討では安芸国広島に出陣し、幕府軍の指揮を執った。やがて戦争継続の不利を悟り、捕虜にしていた長州藩家老の宍戸璣・小田村伊之助両名を独断で釈放し、有利な和平工作を試みた。だがこれが発覚して老中を罷免され、家督を五男の宗武に譲って隠居謹慎を命じられた。
のち、鳥羽・伏見の戦いの際に旧幕府方についた責任を問われた宮津藩が、藩兵を率いていた重臣2名を切腹させようとしたところ、長州藩から新政府に対して先の宍戸・小田村の釈放の功績と引換にするように申し入れがあり、2名は助命されている。
維新後は新政府に出仕し、伊勢神宮の大宮司と中教正を務めた。1873年（明治6年）に65歳で死去した。

## 年表
- 文化6年（1809年）、生誕
- 天保11年（1841年）11月4日、家督相続
- 天保12年（1842年）、奏者番
- 天保14年（1844年）、奏者番を免ぜられる
- 弘化3年（1846年）、奏者番（再役）
- 嘉永6年（1852年）6月21日、富士登山を強行し登頂
- 安政5年（1858年）10月9日、寺社奉行兼任
- 万延元年（1860年）
  - 12月26日、奏者番兼寺社奉行を免ぜられる
  - 12月28日、大坂城代拝命
- 文久2年（1862年）
  - 6月30日、大坂城代免、京都所司代拝命
  - 8月24日、所司代免、溜間詰格
- 文久3年（1863年）11月23日、溜間詰格から雁間詰に降格
- 元治元年（1864年）8月18日、老中
- 慶応2年（1866年）7月25日、老中免職、隠居
- 1873年（明治6年）12月20日、死去

## 人物
神道家の井上正鉄（禊教教祖）に師事した。

## 家臣
宇治川武兵衛
河瀬秀治

## 宗秀の富士登山
富士宮市の有形文化財となっている、造り酒屋の主人が記した「袖日記」という古記録に、宗秀が富士登山を行った記録がある。「袖日記」の六番によると、宗秀は江戸と宮津を参勤交代で往復しているうちに富士山に登ろうと思い始めた。参勤交代の道程は幕府に指定されたルートであり、これを逸脱したコースを通ったり、たとえ社寺参詣であっても寄り道することは許されなかった。そのため宗秀は、幕府に富士へ登ることを願い出るもなかなか許可が出ず、3年を経て許可を得たものの、「馬返し」と呼ばれる地点までであった（馬返しというのは一合目よりも下の場所であり、登山客はここで馬を下りて山に登るという場所である）。そこで宗秀は嘉永5年（1852年）6月21日、幕府に内緒で登山を決意し、明け方から出発して山を登り始め、昼過ぎには頂上に着いたという。宗秀の富士山登頂は、近世大名が富士登山を行った唯一の記録となった。

## 系譜
- 父：松平宗允（1780-1816）
- 母：不詳
- 養父：松平宗発（1782-1840）
- 正室：松平乗全娘
- 継室：偶子 - 大久保忠真七女
  - 四男：牧野忠訓（1844-1875） - 牧野忠恭の養子
- 継々室：盈子 - 松平輝延娘
- 生母不明の子女
  - 男子：那須資興 - 那須資礼の養子
  - 五男：松平宗武（1846-1893）
  - 七男：朽木綱鑑 - 朽木為綱の養子
  - 女子：富田知興室
- 養子
  - 男子：松平宗賢

## 登場作品
NHK大河ドラマ
- 徳川慶喜（1998年） - 演：坂西良太
- 花燃ゆ（2015年） - 演：諏訪太朗
- 西郷どん（2018年） - 演：山田明郷